# Outreau
Outreau és un municipi francès situat al departament del Pas de Calais i a la regió dels Alts de França. L'any 2007 tenia 14.307 habitants.

## Demografia

### Població
El 2007 la població de fet d'Outreau era de 14.307 persones. Hi havia 5.460 famílies de les quals 1.445 eren unipersonals (432 homes vivint sols i 1.013 dones vivint soles), 1.471 parelles sense fills, 1.960 parelles amb fills i 584 famílies monoparentals amb fills.
La població ha evolucionat segons el següent gràfic:
Habitants censats

### Habitatges
El 2007 hi havia 5.812 habitatges, 5.550 eren l'habitatge principal de la família, 24 eren segones residències i 238 estaven desocupats. 3.902 eren cases i 1.891 eren apartaments. Dels 5.550 habitatges principals, 2.862 estaven ocupats pels seus propietaris, 2.633 estaven llogats i ocupats pels llogaters i 55 estaven cedits a títol gratuït; 35 tenien una cambra, 192 en tenien dues, 880 en tenien tres, 1.582 en tenien quatre i 2.861 en tenien cinc o més. 3.018 habitatges disposaven pel capbaix d'una plaça de pàrquing. A 2.738 habitatges hi havia un automòbil i a 1.572 n'hi havia dos o més.

### Piràmide de població
La piràmide de població per edats i sexe el 2009 era:
| Homes | Edats   | Dones |
| ----- | ------- | ----- |
| 8     | 95 o +  | 28    |
| 12    | 90 a 94 | 56    |
| 40    | 85 a 89 | 108   |
| 80    | 80 a 84 | 140   |
| 156   | 75 a 79 | 332   |
| 220   | 70 a 74 | 288   |
| 260   | 65 a 69 | 352   |
| 264   | 60 a 64 | 380   |
| 284   | 55 a 59 | 308   |
| 456   | 50 a 54 | 492   |
| 524   | 45 a 49 | 524   |
| 596   | 40 a 44 | 532   |
| 504   | 35 a 39 | 576   |
| 476   | 30 a 34 | 588   |
| 516   | 25 a 29 | 548   |
| 436   | 20 a 24 | 420   |
| 572   | 15 a 19 | 660   |
| 676   | 10 a 14 | 640   |
| 624   | 5 a 9   | 620   |
| 476   | 0 a 4   | 432   |

## Economia
El 2007 la població en edat de treballar era de 9.209 persones, 6.132 eren actives i 3.077 eren inactives. De les 6.132 persones actives 5.227 estaven ocupades (2.927 homes i 2.300 dones) i 905 estaven aturades (468 homes i 437 dones). De les 3.077 persones inactives 804 estaven jubilades, 947 estaven estudiant i 1.326 estaven classificades com a «altres inactius».

### Ingressos
El 2009 a Outreau hi havia 5.715 unitats fiscals que integraven 14.856,5 persones, la mediana anual d'ingressos fiscals per persona era de 14.130 €.

### Activitats econòmiques
Dels 372 establiments que hi havia el 2007, 1 era d'una empresa extractiva, 9 d'empreses alimentàries, 5 d'empreses de fabricació de material elèctric, 12 d'empreses de fabricació d'altres productes industrials, 45 d'empreses de construcció, 114 d'empreses de comerç i reparació d'automòbils, 19 d'empreses de transport, 26 d'empreses d'hostatgeria i restauració, 7 d'empreses d'informació i comunicació, 10 d'empreses financeres, 16 d'empreses immobiliàries, 32 d'empreses de serveis, 56 d'entitats de l'administració pública i 20 d'empreses classificades com a «altres activitats de serveis».
Dels 98 establiments de servei als particulars que hi havia el 2009, 1 era una comissaria de policia, 1 oficina d'administració d'Hisenda pública, 1 oficina de correu, 3 oficines bancàries, 1 funerària, 11 tallers de reparació d'automòbils i de material agrícola, 3 tallers d'inspecció tècnica de vehicles, 1 establiment de lloguer de cotxes, 3 autoescoles, 5 paletes, 7 guixaires pintors, 12 fusteries, 3 lampisteries, 9 electricistes, 4 empreses de construcció, 9 perruqueries, 1 veterinari, 15 restaurants, 5 agències immobiliàries, 2 tintoreries i 1 saló de bellesa.
Dels 41 establiments comercials que hi havia el 2009, 1 era, 4 supermercats, 3 botiges de menys de 120 m², 5 fleques, 4 carnisseries, 5 peixateries, 3 llibreries, 8 botigues de roba, 2 botigues d'equipament de la llar, 1 una botiga d'equipament de la llar, 1 una sabateria, 1 una botiga d'electrodomèstics i 3 floristeries.
L'any 2000 a Outreau hi havia 8 explotacions agrícoles que ocupaven un total de 210 hectàrees.

## Equipaments sanitaris i escolars
El 2009 hi havia 1 centre de salut, 8 farmàcies i 1 ambulància.
El 2009 hi havia 5 escoles maternals i 7 escoles elementals. A Outreau hi havia 1 col·legi d'educació secundària i 1 liceu tecnològic. Als col·legis d'educació secundària hi havia 666 alumnes i als liceus tecnològics 433.
Disposava d'un institut universitari.

## Poblacions més properes
El següent diagrama mostra les poblacions més properes.